# A25-ös autópálya (Ausztria)
Az A25-ös autópálya (németül Welser Autobahn) egy autópálya Ausztriában. Az A1-es autópályától indul és összeköti vele az A8-as autópályát.

## Története
2003-ig linzi autópályának nevezték (németül Linzer Autobahn), korábbi nevét a Linz nyugati elkerülőjeként tervezett A26-os autópálya kapta meg.
Az A1-es autópálya Haid/Ansfelden csomópontjától indul és az A8-as autópályát a Wels csomópontjánál éri el.
Eredetileg S38-as gyorsforgalmi útként (németül Welser Schnellstraße) tervezték Linz és Wels között, Wels-Ost csomópontnál kereszteződéssel.

## Érdekességek
- Wels Ausztria egyetlen települése, melyet minden oldalról autópálya határol.

## Fordítás
- Ez a szócikk részben vagy egészben az Welser Autobahn című német Wikipédia-szócikk fordításán alapul.  Az eredeti cikk szerkesztőit annak laptörténete sorolja fel. Ez a jelzés csupán a megfogalmazás eredetét és a szerzői jogokat jelzi, nem szolgál a cikkben szereplő információk forrásmegjelöléseként.